# 李楷固
李楷固（?—?），又稱武楷固，武周时代的契丹族将领，被武则天封为燕国公。
武则天万岁通天元年（696年）五月，因不堪忍受武周地方官员的侵侮，契丹松漠都督李尽忠和他的内兄、归诚州刺史孙万荣擒杀营州都督赵文翙反周，占据营州（今辽宁朝阳市），兵至数万。李楷固当时是李尽忠的部下，被李尽忠委任为别帅。
八月，在西硖西黄獐谷（今河北卢龙县、昌黎县之间）大败鹰扬将军曹仁师等二十八将。李楷固善使飞索套人，“百无一漏”，曾以索套擒右金吾卫大将军张玄遇、司农少卿麻仁节，获大功。李尽忠病死。翌年（697年）六月，契丹遭武周及奚族兵夹击，孙万荣兵败被杀，李楷固和副将駱務整兵溃，一起投降了武周。朝廷大臣因为李楷固、駱務整二人曾经屡胜周军，想把他们处死。宰相、魏州刺史狄仁杰介入，说服了武则天宽恕并重用了李楷固、駱務整，拜左玉钤卫将军，受命领兵追击契丹未降之众。李楷固平定了继续反抗武周的契丹人。以粟末靺鞨首领乞四比羽、乞乞仲象等拒绝武周册封，图据太白山（今长白山）、奥娄河（今牡丹江）谋求发展，受命追击，斩杀乞四比羽。不过，在天门岭之战中，败于乞乞仲象的儿子大祚荣。
久视元年（700年）七月，以征讨反的契丹余众有功，武则天封李楷固为燕国公，赐姓武，授左玉铃卫大将军。
据推测在神龙元年（705年），唐中宗發動神龍之變复辟后，李楷固又改回姓李。李楷固卒年不详，他的女婿李楷洛，是唐朝名将李光弼之父。

## 影视形象
- 《神探狄仁杰第二部》，2006年中国电视剧，蒋昌义饰
- 《大祚荣》，2006年韩国KBS电视剧，郑普硕饰